# Worcester Pearmain
 (octobre 2011).
Si vous disposez d'ouvrages ou d'articles de référence ou si vous connaissez des sites web de qualité traitant du thème abordé ici, merci de compléter l'article en donnant les références utiles à sa vérifiabilité et en les liant à la section « Notes et références ».
Worcester Pearmain est un cultivar de pommier domestique.

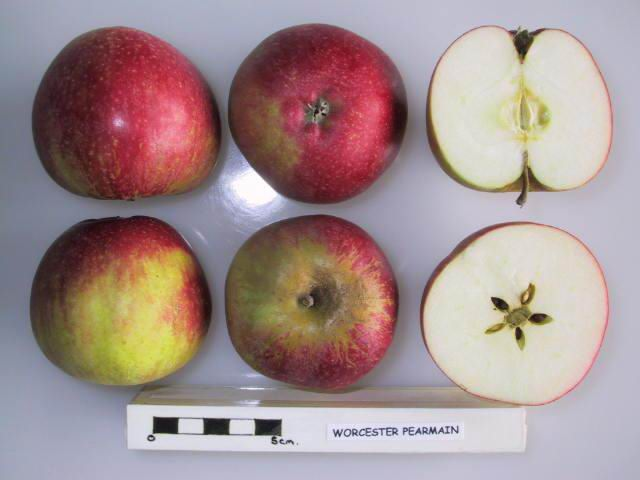
Worcester Pearmain.

## Origine
Cultivar obtenu à Worcester dans le Worcestershire (Angleterre), en 1873.

## Description
Worcester Pearmain Obtentention de Mr Hale de Swan Pool près de Worcester.Semi de Devonshire quarrenden . Introduite en 1874 par Mr Smith de Worcester. En 1875 elle reçoit le "first class certificate" de la RHS Sa peau est presque entièrement de couleur rouge, parfois lavée de jaune et présentant des lenticelles de couleur jaune à fauve, de taille moyenne à petite. Sa chair est blanc-crème, juteuse, acidulée et de goût très agréable. Elle peut être légèrement teintée de rouge sous la peau C'était autrefois l'une des pommes les plus appréciées en Angleterre pour sa précocité.
- Calibre: moyen.
- Chair: blanche, sucrée, croquante et juteuse.
- Goût particulier: connue pour son goût de fraise.

## Utilisations
La Worcester Pearmain est une pomme à croquer. Elle est aussi bonne à cuire.

## Parenté
Descendants:
- Lord Lambourne
- Discovery

## Pollinisation
- Floraison: groupe de pollinisation C, 1 jour avant la 'Golden Delicious' du début du groupe D.
- S-génotype: S2S24 [4].
- Sources: la variété est pollinisée par Melrose (S9S19), Ingrid Marie (S5S7), Blenheim Orange, Cox's Orange Pippin, Discovery, Egremont Russet, James Grieve, Spartan et Sunset.

## Culture
- Hauteur en fonction du porte-greffe choisi: MM111: 5 à 6m, MM106: 4 à 6m, M26: 3 à 4m, M9: 2 à 3m.
- Maturité: septembre.
- Conservation: jusqu'en février.